# Filialkirche St. Ruprecht ob Sirnitz

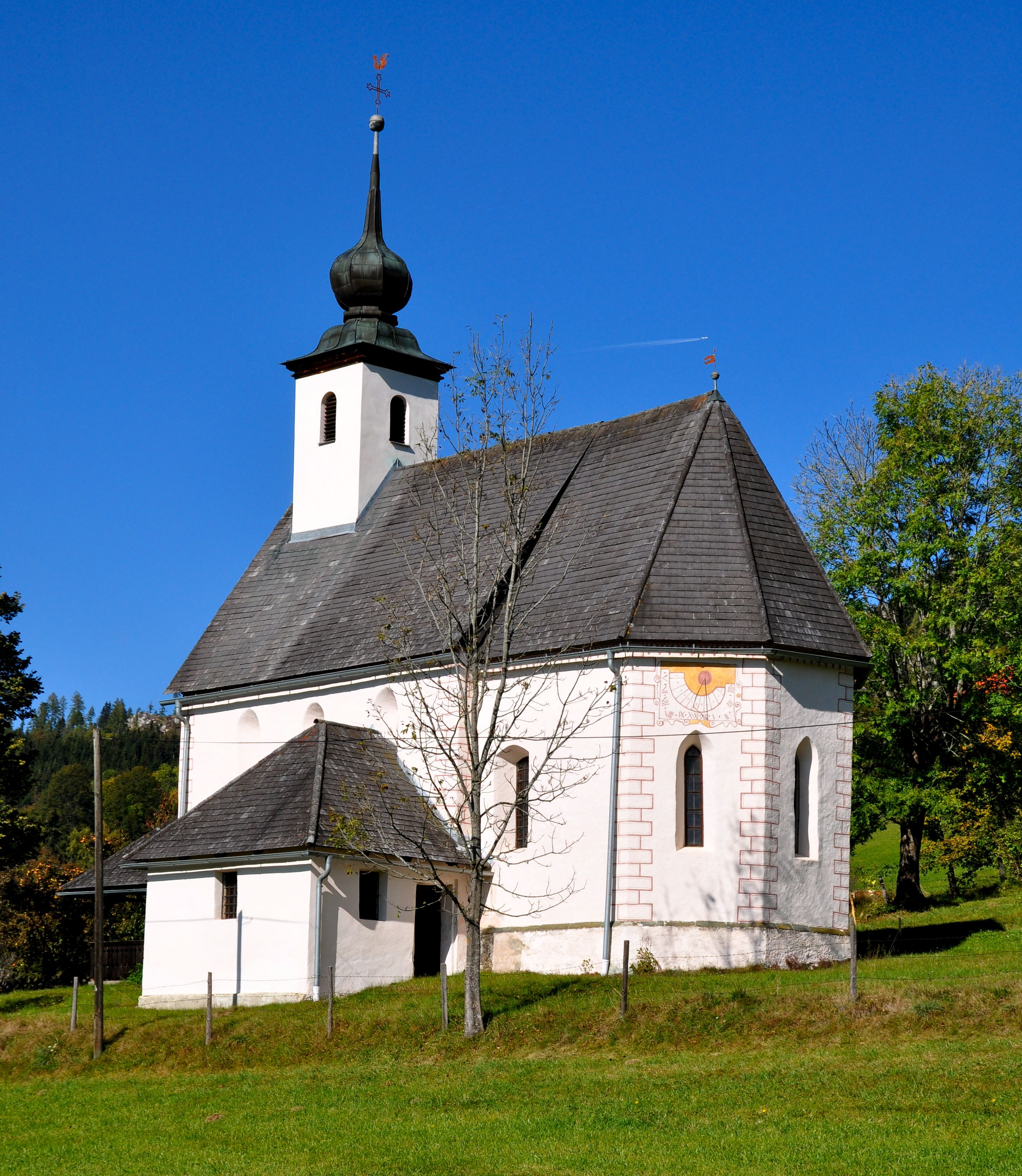

Die römisch-katholische Filialkirche St. Ruprecht steht in 998 Meter Seehöhe in der Gemeinde Albeck und gehört zur Pfarre Sirnitz.

## Baubeschreibung
Das Gotteshaus ist ein romanischer Bau vom Ende des 13. Jahrhunderts mit einem leicht eingezogenen Chor und einer Sakristei an der Südseite. Auf dem schindelgedeckten Dach sitzt ein Dachreiter mit rundbogigen Schallöffnungen und Zwiebelhelm aus dem 18. Jahrhundert. Im Glockengeschoß hängt eine 1796 von Johann Ignaz Röder gegossene Glocke. An der Westfassade ist ein gotisches Lukenfenster mit Vierpass. Das Westportal besitzt eine spätgotische Tür und wird, wie auch der Nordeingang, von einer hölzernen Vorlaube geschützt.
Die hölzerne Flachdecke des Langhauses weist eine spätgotische Schablonenmalerei mit geometrischen Mustern in Rot und Schwarz auf. Die hölzerne Westempore steht auf zwei hölzernen Stützpfeilern und nimmt fast die Hälfte des Langhauses ein. In einem der insgesamt fünf hoch gelegenen Fensteröffnungen mit Spitzbogen sind Teile der ursprünglichen, gotischen Verglasung erhalten. Ein spätromanischer Triumphbogen verbindet das Langhaus mit dem um eine Stufe erhöhten, einjochigen Chor mit Fünfachtelschluss und einem frühgotischen Gewölbe auf Runddiensten mit gekehlten Kapitellen. Die Chorfenster haben gotische Maßwerknasen. Die Sakristei an der Südseite ist ein Bau des 19. Jahrhunderts mit einer flachen Holzdecke.

## Einrichtung
Der Hochaltar von 1683 besteht aus einer Ädikula mit seitlichen Konsolfiguren und einem Segmentgiebel mit kleiner Ädikula aus Aufsatz. Die Konsolfiguren stehen unter einfachen, mit Akanthus geschmückten Baldachinbögen.
Der Altar trägt eine Mittelfigur des heiligen Rupert aus der Mitte des 18. Jahrhunderts und Seitenfiguren der Heiligen Leonhard und Antonius aus dem letzten Viertel des 17. Jahrhunderts. Das Aufsatzbild stellt eine Mondsichelmadonna dar.
Am rechten Seitenaltar von 1754 wird die Figur der heiligen Barbara von den Heiligenfiguren des Nikolaus und des Laurentius flankiert. Im Aufsatz steht der heilige Josef.
Am linken Seitenaltar steht eine Lourdesmadonna. Die um 1660 gefertigte Kanzel steht auf einem gedrehten Holzfuß. Die Brüstungsfeldern sind mit den vier Evangelisten bemalt.
Über dem Triumphbogen befindet sich ein gemaltes Kruzifix, die Assistenzfiguren der Heiligen Maria und Johannes sind auf ausgeschnittenen Brettern gemalt.